# Sede do Banco Central Europeu
A sede do Banco Central Europeu é um complexo de edifícios em construção no distrito de Oostende, em Frankfurt, Alemanha. Ele inclui o edifício Großmarkthalle já existente, novos arranha-céus gêmeos de 185 e 165 metros e um novo edifício baixo para ligar os dois prédios. Localizado a leste do centro da cidade, o complexo vai abrigar a nova sede do Banco Central Europeu (BCE). Estima-se que esteja concluído em 2014.
A sede do BCE é legalmente responsável pelos Tratados da União Europeia por estar dentro dos limites da cidade de Frankfurt, o maior centro financeiro da Zona do Euro. O BCE está sediado atualmente na Eurotower e, devido à falta de espaço, aluga escritórios em outros dois edifícios (Eurotheum e Neue Mainzer Straße 32-36), no centro da cidade.

## Desenvolvimento
Em 1999, um concurso internacional de arquitetura foi lançado pelo BCE para projetar uma nova sede. O processo foi vencido por um escritório de arquitetura com sede em Viena, na Áustria, chamado Coop Himmelb(l)au. O prédio terá de aproximadamente 185 metros de altura e será acompanhado por outros edifícios secundários no local de um antigo mercado (Großmarkthalle), na parte oriental de Frankfurt. A principal obra foi planejada para começar em outubro de 2008, com conclusão prevista para antes do final de 2011.
A construção foi planejada para ter início no final de 2008, mas foi suspensa em junho de 2008, pois o BCE não foi capaz de encontrar um empreiteiro que construísse o arranha-céu pelo orçamento 500 milhões de euros, visto que a licitação havia sido feita no pico da pré-recessão do final da década de 2000. Um ano mais tarde, com os preços significativamente menores, o BCE lançou um novo processo de licitação dividido em segmentos. Com o projeto de volta, o BCE pretende concluí-lo em meados de 2014.
Espera-se que o prédio se torne um símbolo arquitetônico para a Europa e foi projetado para lidar com o dobro do número de funcionários que atuam na Eurotower.

## Projeto
O edifício principal tem cerca de 185 metros de altura e é rodeado por outras estruturas que também servirão como escritórios de funcionários do BCE. Espera-se o complexo terá duas vezes a área de escritórios em relação a sede atual da instituição.

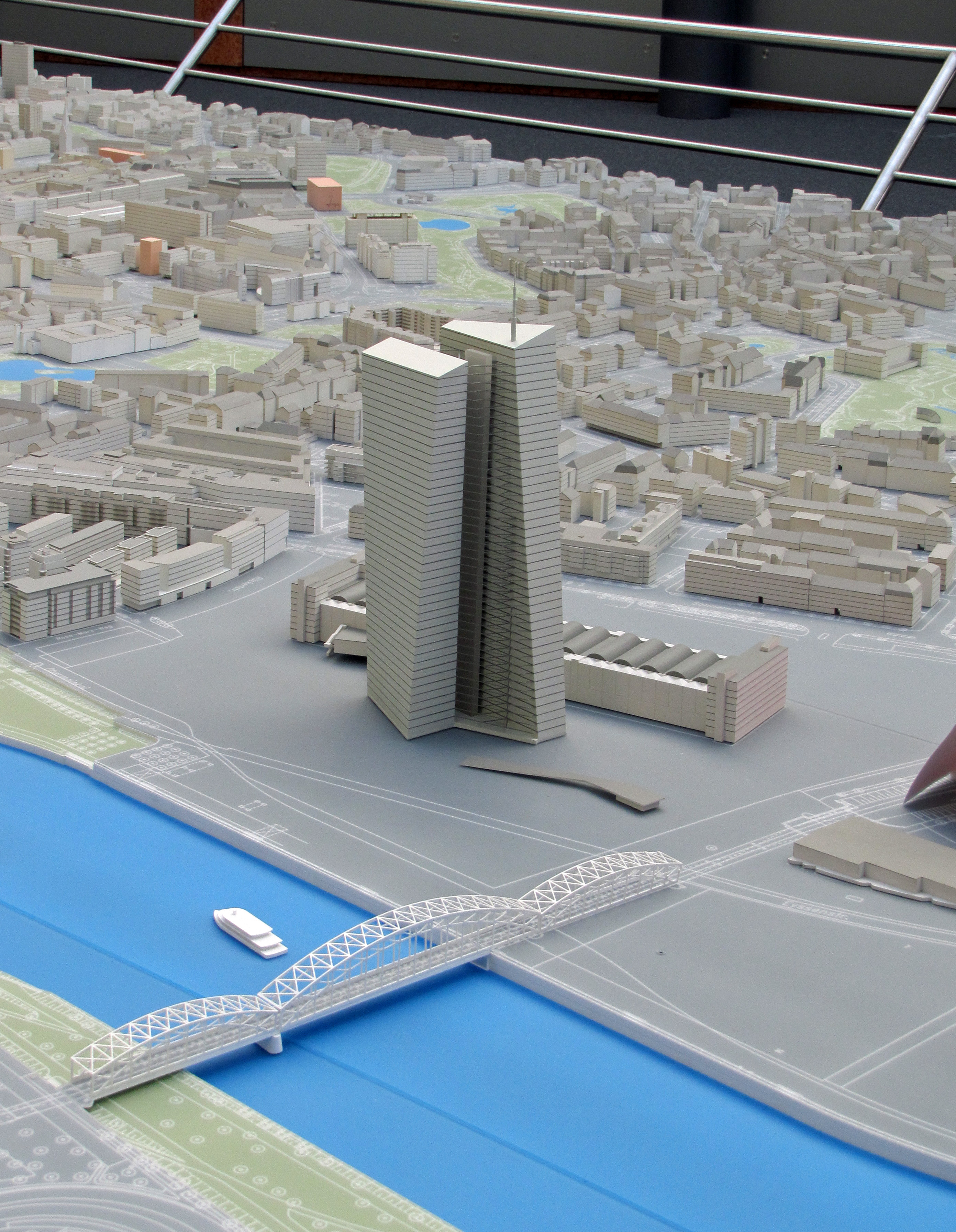
Maquete
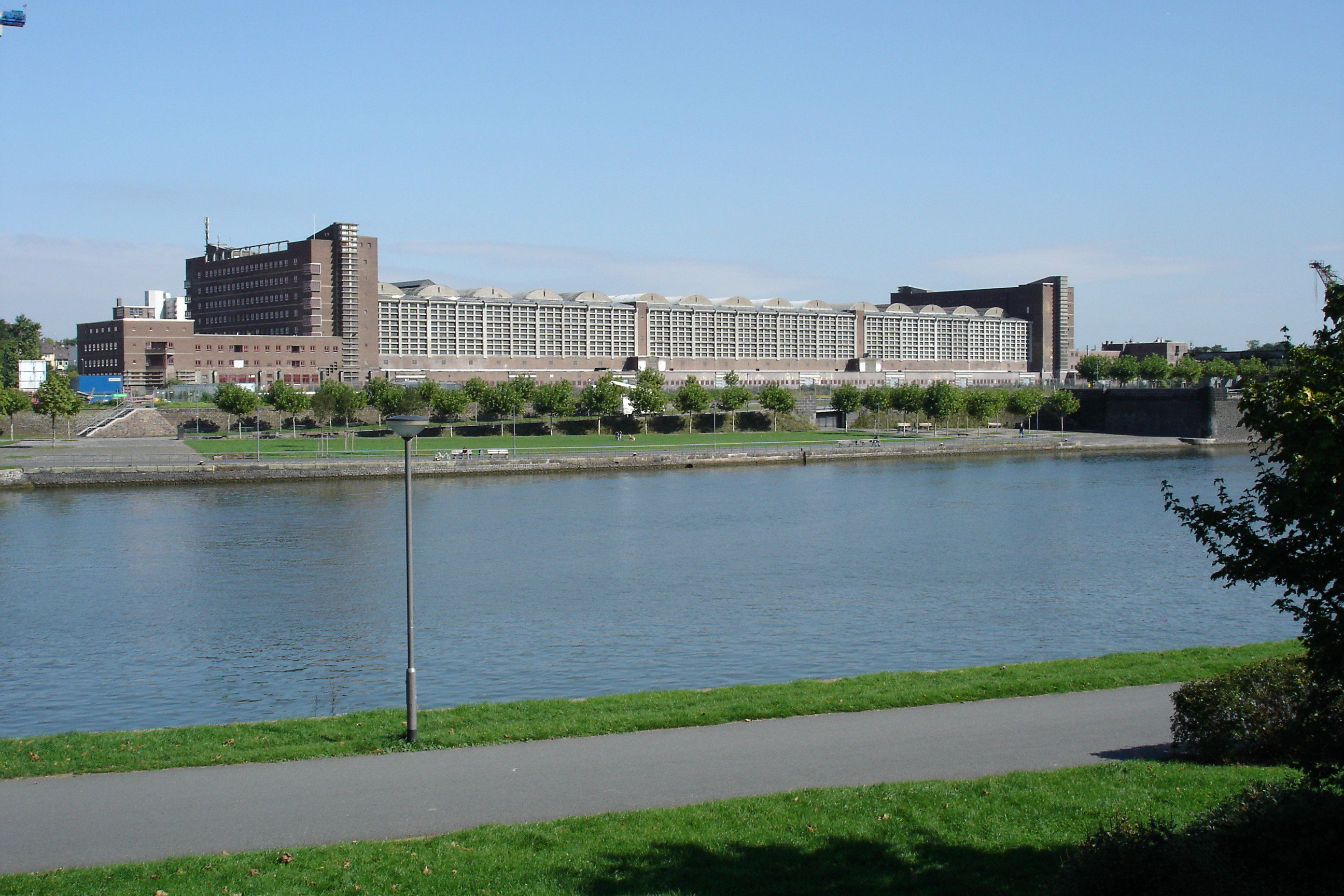
Großmarkthalle a partir do rio Main (2006)
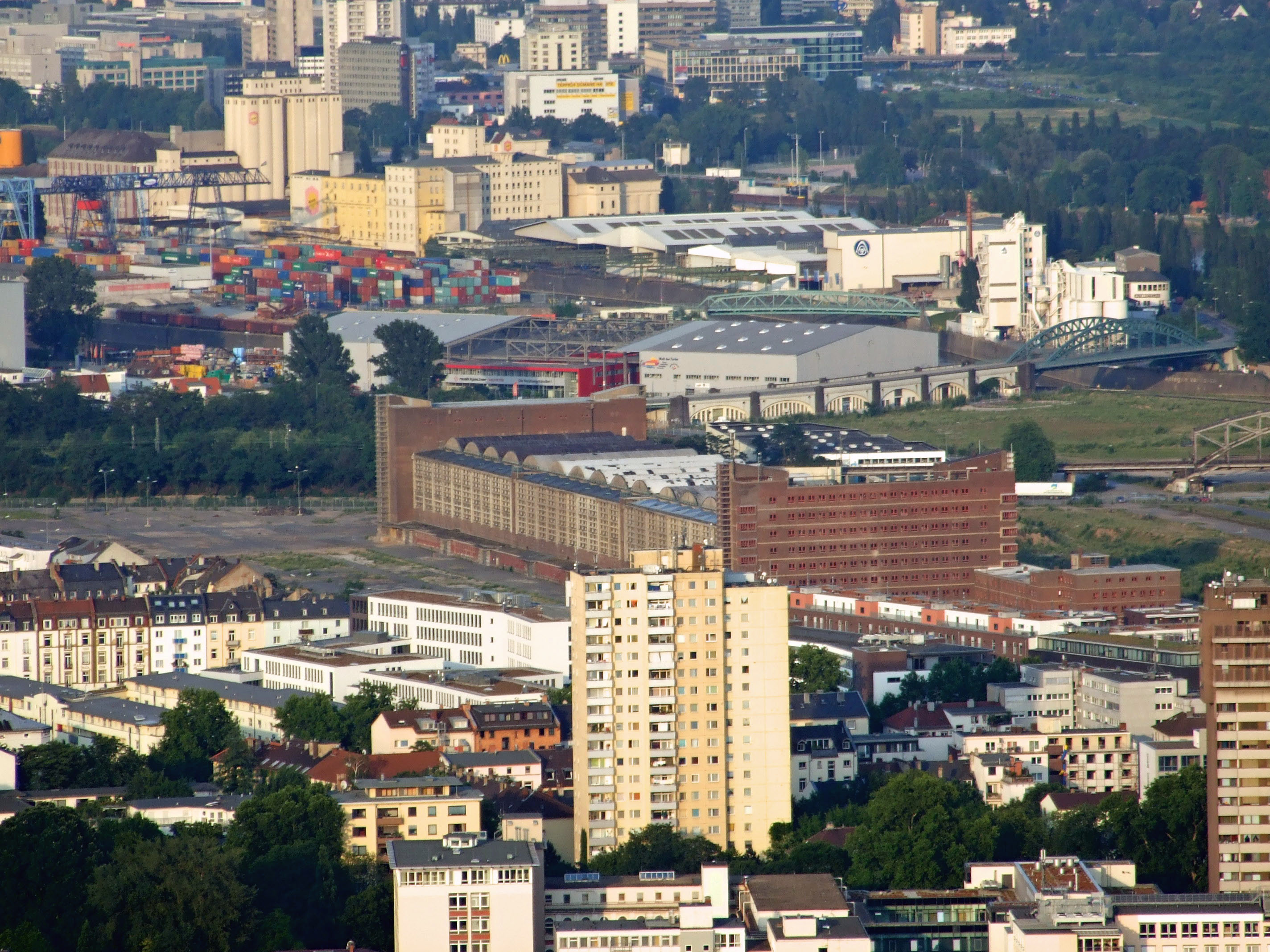
Vista aérea de Großmarkthalle (2007)
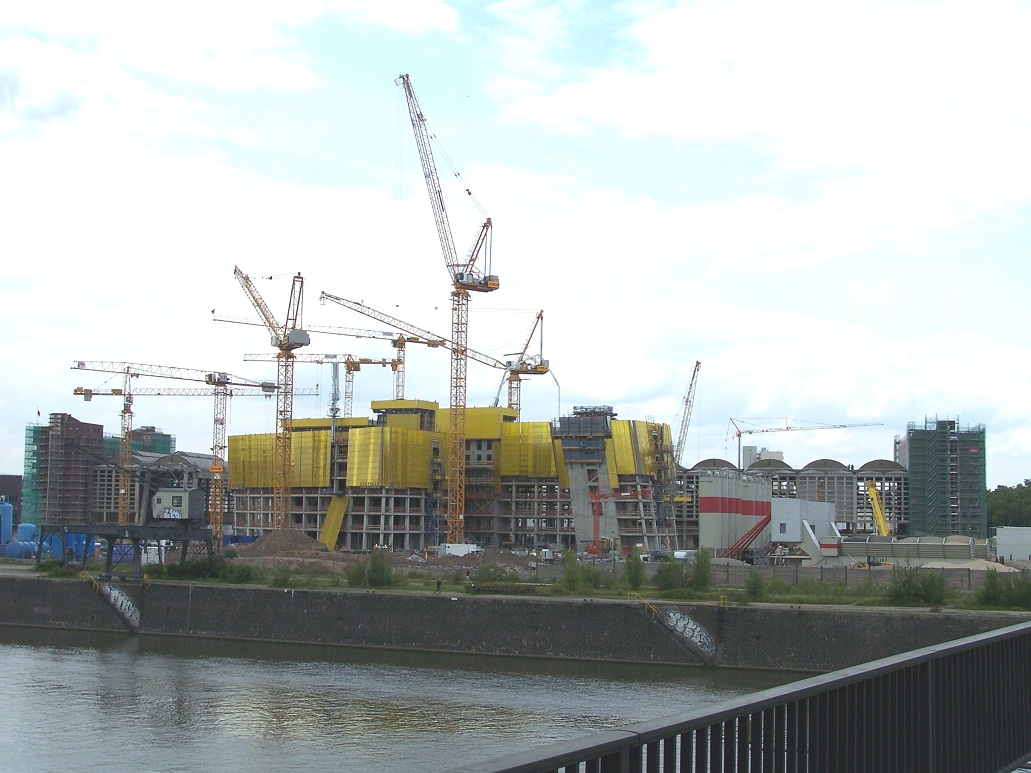
Construção (2011)
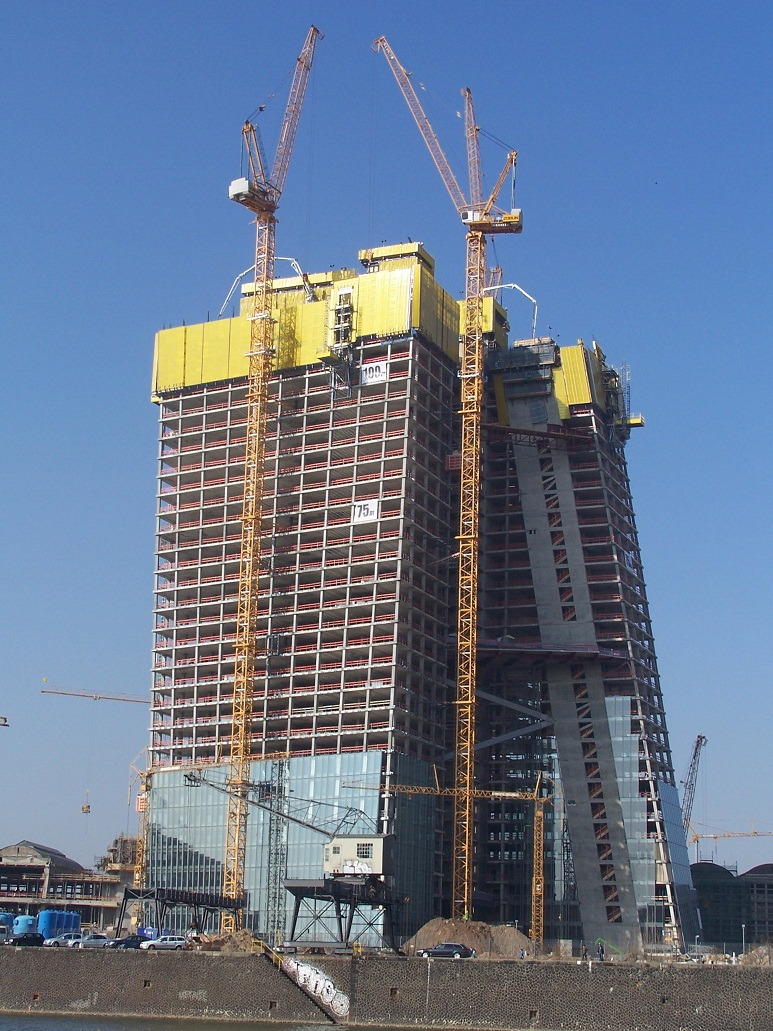
Março de 2012
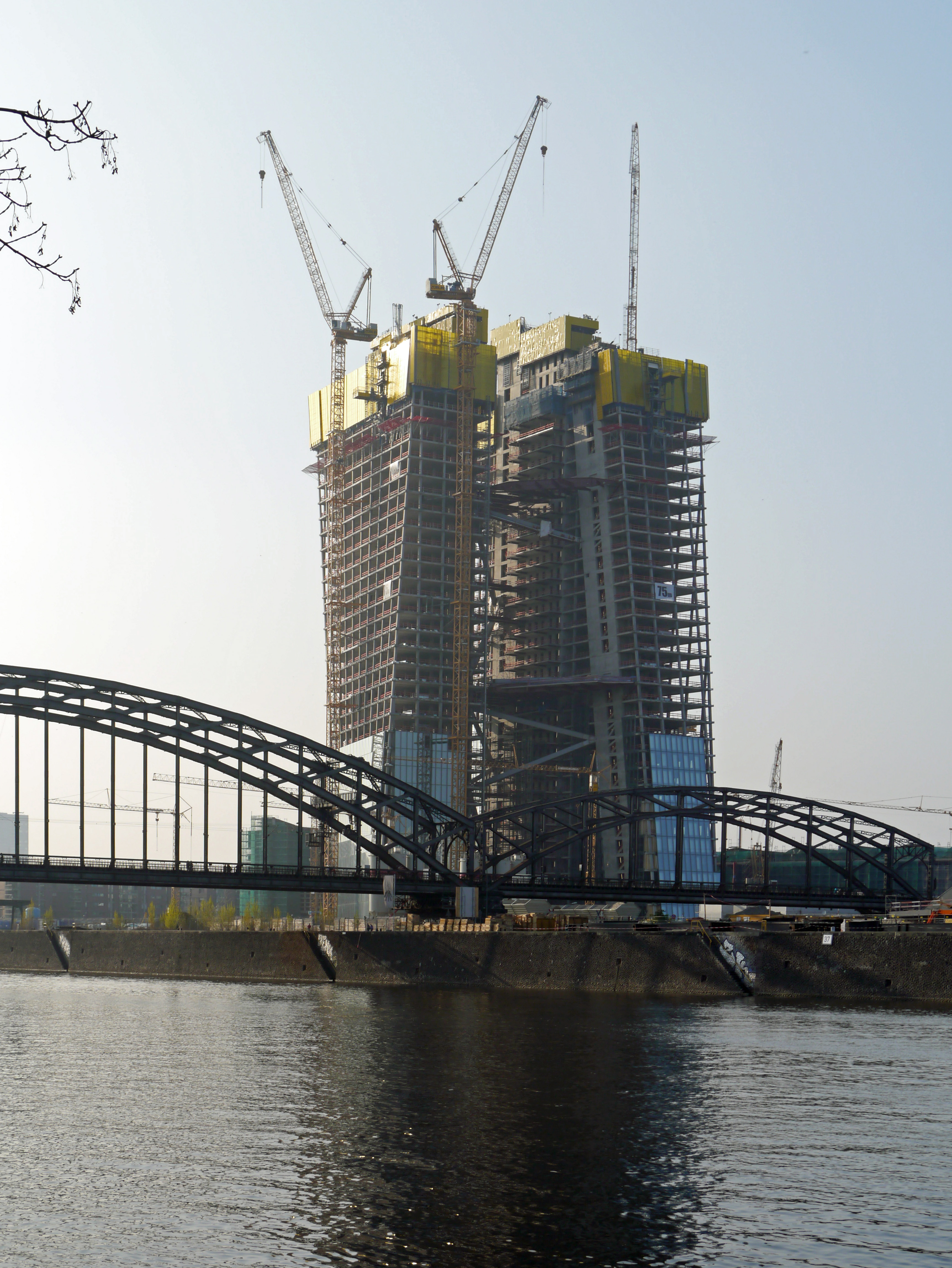
Abril de 2012
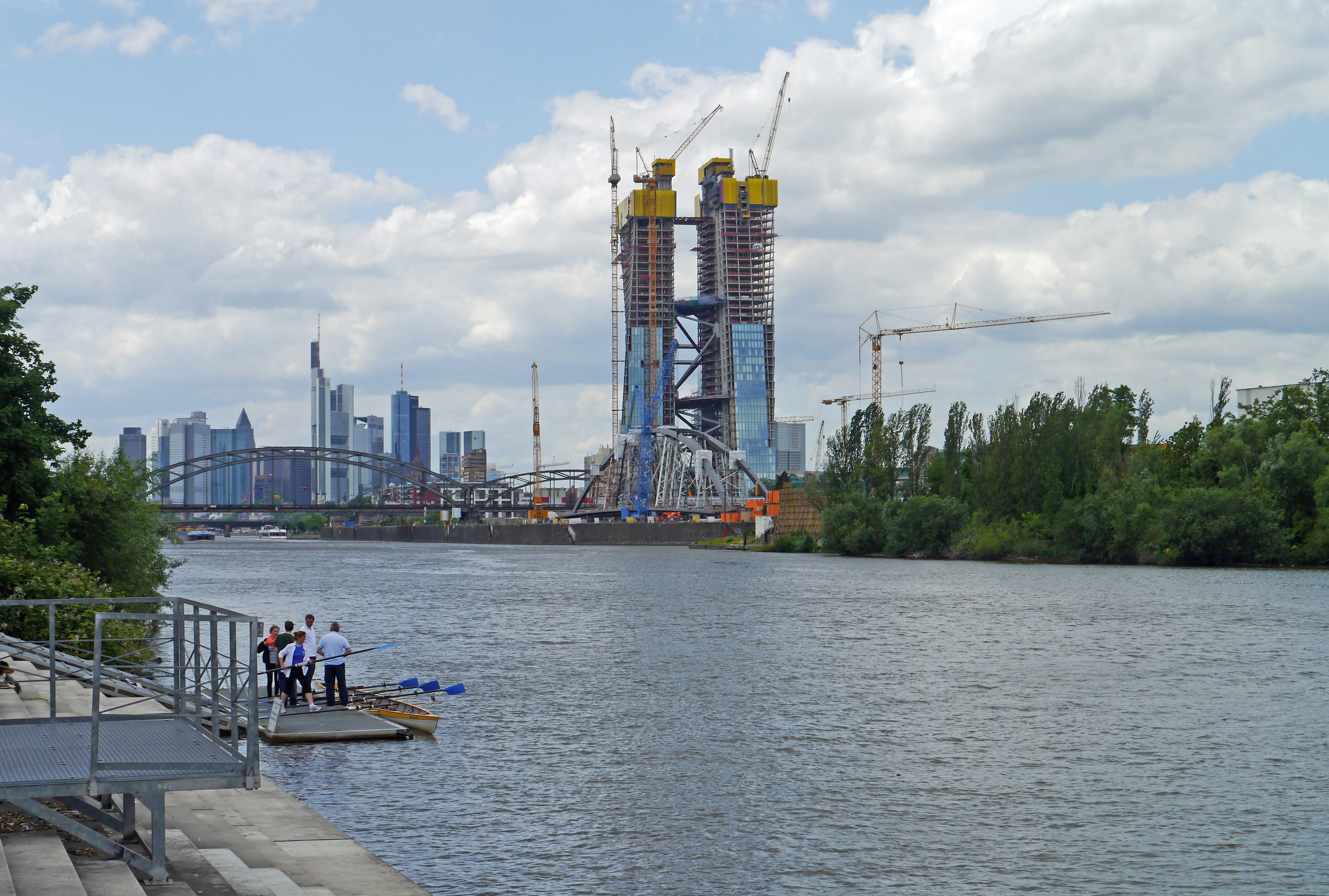
Junho de 2012
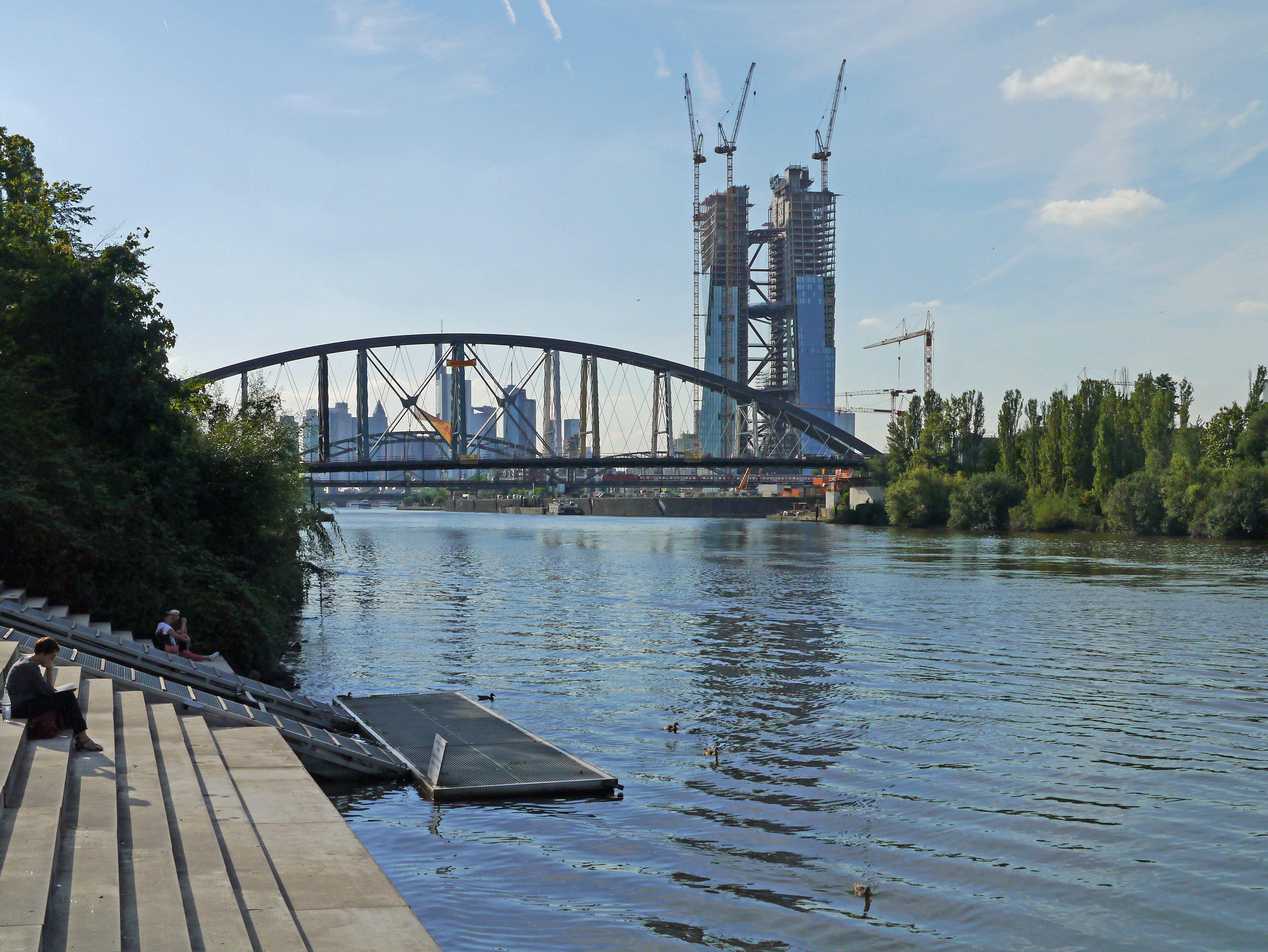
Agosto de 2012
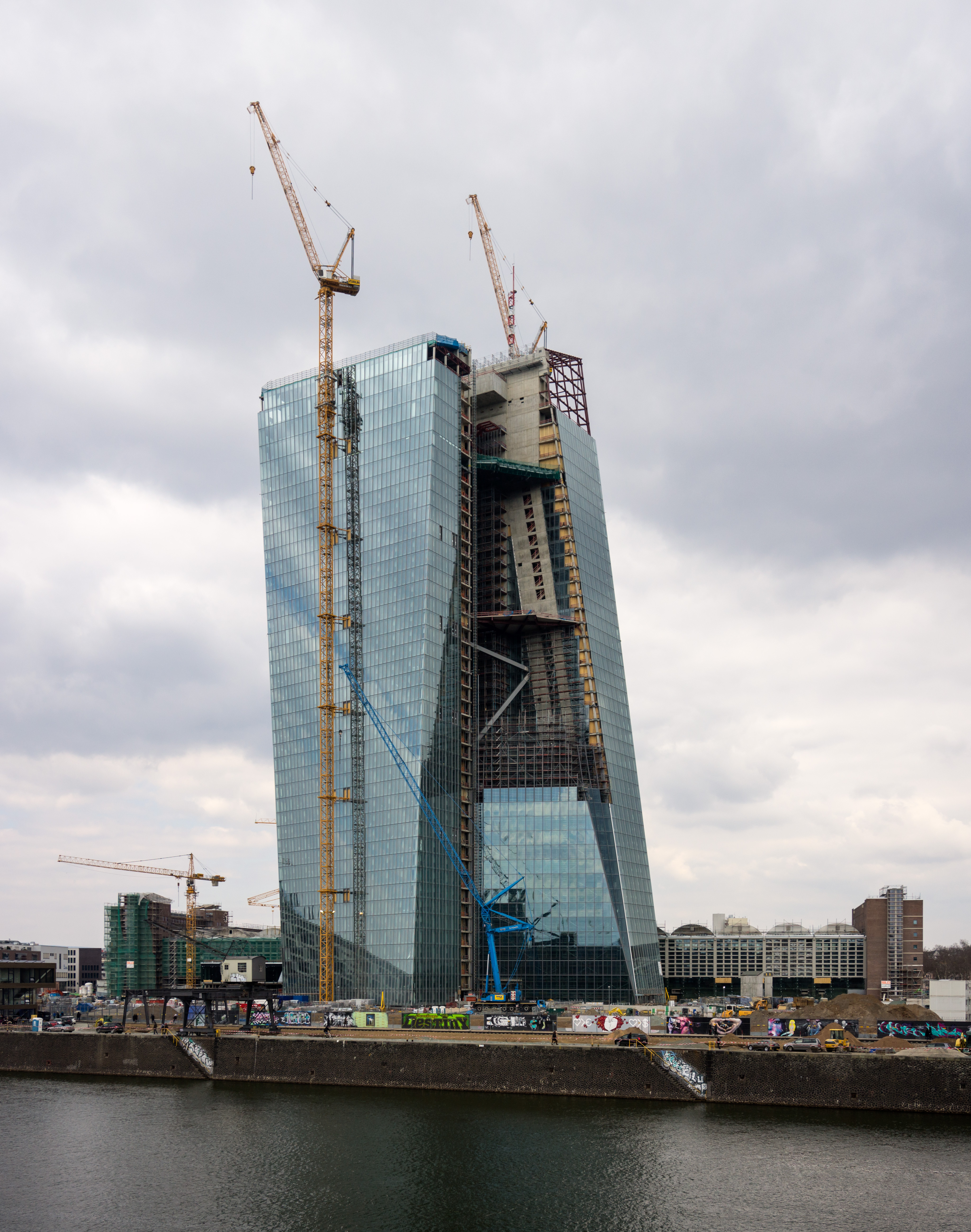
Abril de 2013
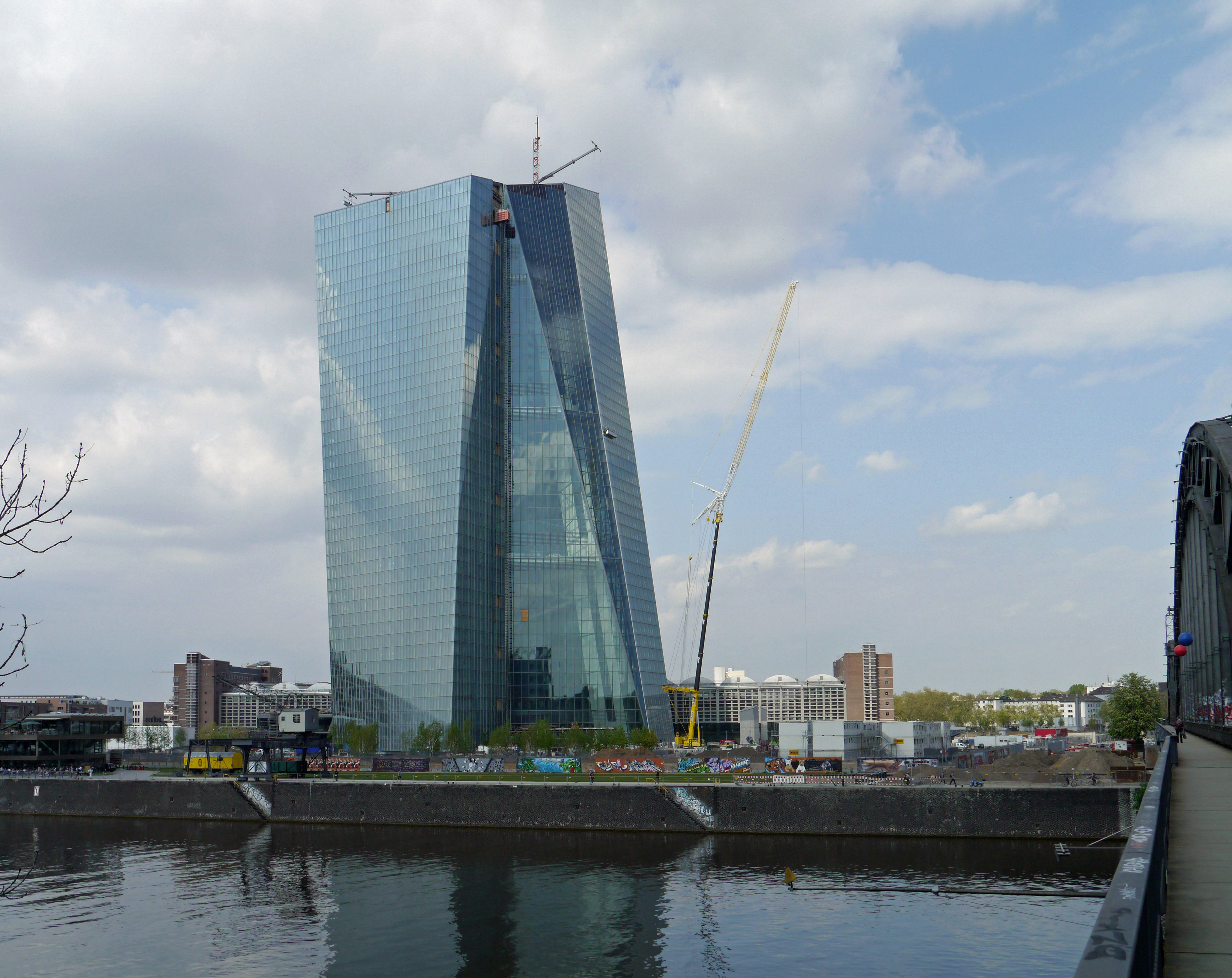
Abril de 2014